# Noel de Geus
Noel de Geus, född 12 oktober 2000, är en tysk simmare.

## Karriär
Vid europamästerskapen i simsport 2024 tog de Geus silver på 50 meter bröstsim. Han erhöll även ett silver på 4×100 meter mixed medley efter att ha simmat försöksheatet där Tyskland sedermera tog medalj.